# Basílica Pontifícia de San Miguel

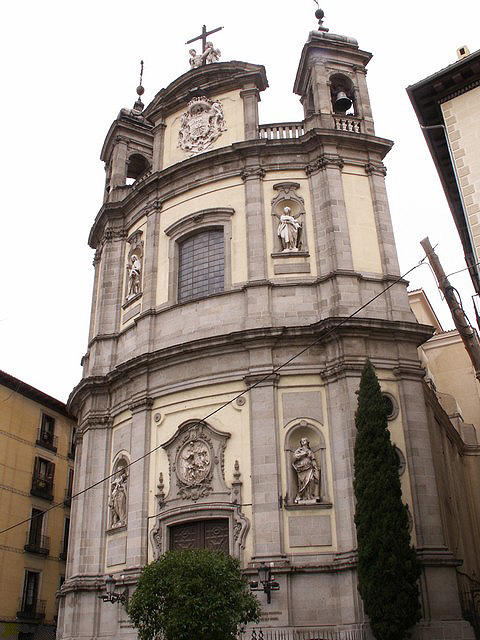
Aspecto da fachada

A Basílica Pontifícia de San Miguel está localizado na Calle San Justo, em Madrid ( Espanha ), ao lado do Palácio do Arcebispo, no coração da área conhecida como Madrid de los Austrias. Apesar de seu tamanho pequeno, é um dos edifícios arquitetônicos mais importantes do barroco espanhol, pela forma convexa única de sua fachada e de sua planta original, incomuns no país. O templo, cuja construção foi iniciada no ano de 1739, tem uma notável influência italiana. A basílica foi declarada Monumento Histórico Artístico Nacional a 28 de novembro de 1984, de acordo com o Real Decreto.

## História

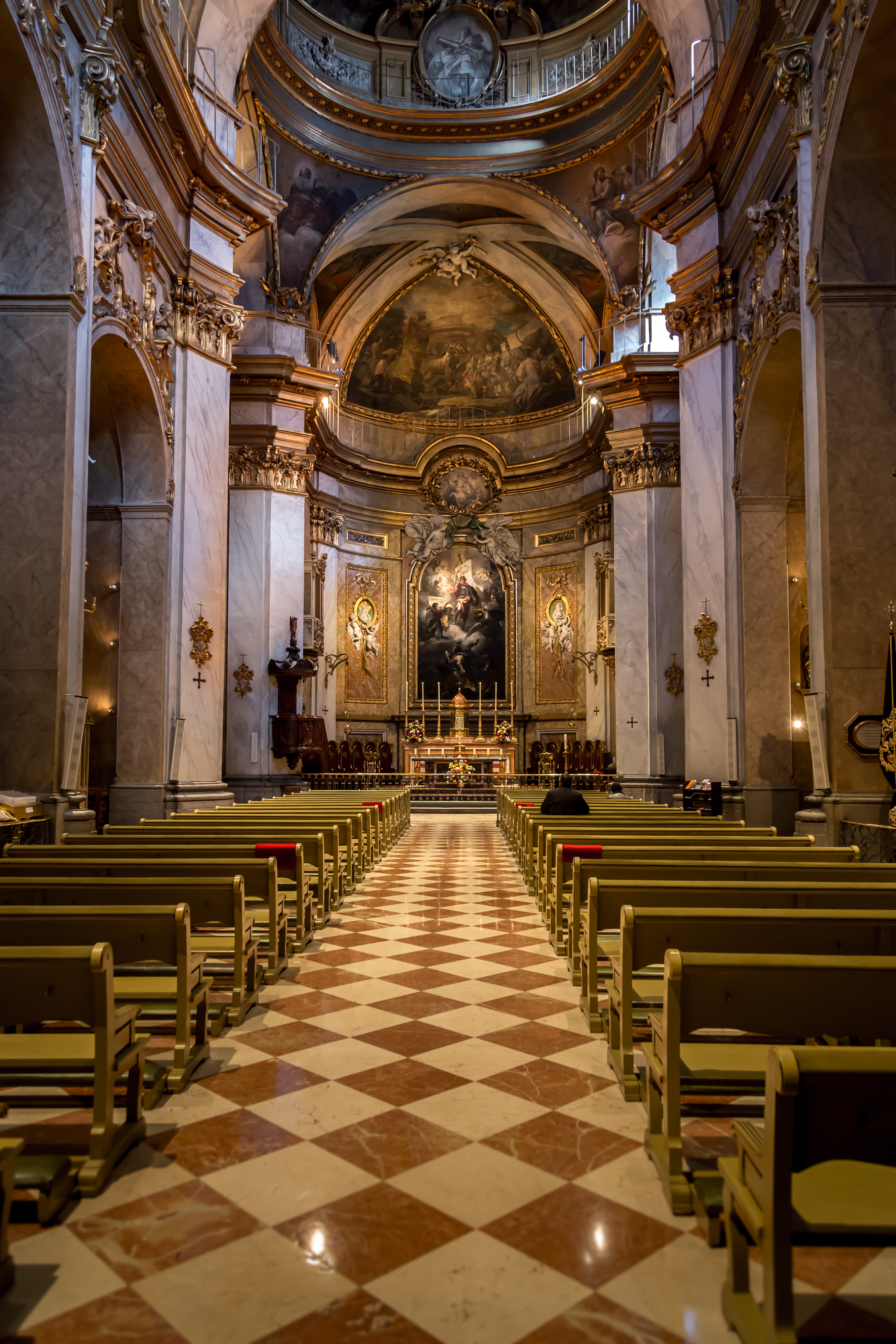
Aspecto da Nave Central

A Basílica de San Miguel está alojada no local da antiga paróquia de São Justo e Pastor, mártires cristãos que, segundo a tradição, morreram em Alcala de Henares. Pouco se sabe hoje em dia sobre esta igreja desaparecida, que foi uma das mais antigas da cidade. Sua construção data de antes do século XIII. Esta antiga igreja sofreu um incêndio em 1690 e foi completamente destruída. Em 1739 o trabalho de construção da atual igreja começou a pedido do Cardeal Infante Luis Antonio de Bourbon e Farnesio, Arcebispo de Toledo, que pagou pela sua execução. Em 1745 o edifício foi concluído.
O compositor de origem italiana Luigi Boccherini ( 1743 - 1805 ), morto em Madrid, foi sepultado nesta Basílica, até que, em 1927, Benito Mussolini ordenou que seus restos mortais fossem transferidos para Lucca ( Itália ), de onde o músico era natural. Ele foi enterrado na igreja de San Francisco, no panteão dos filhos ilustres da cidade toscana.

## Características arquitetônicas e patrimônio artístico

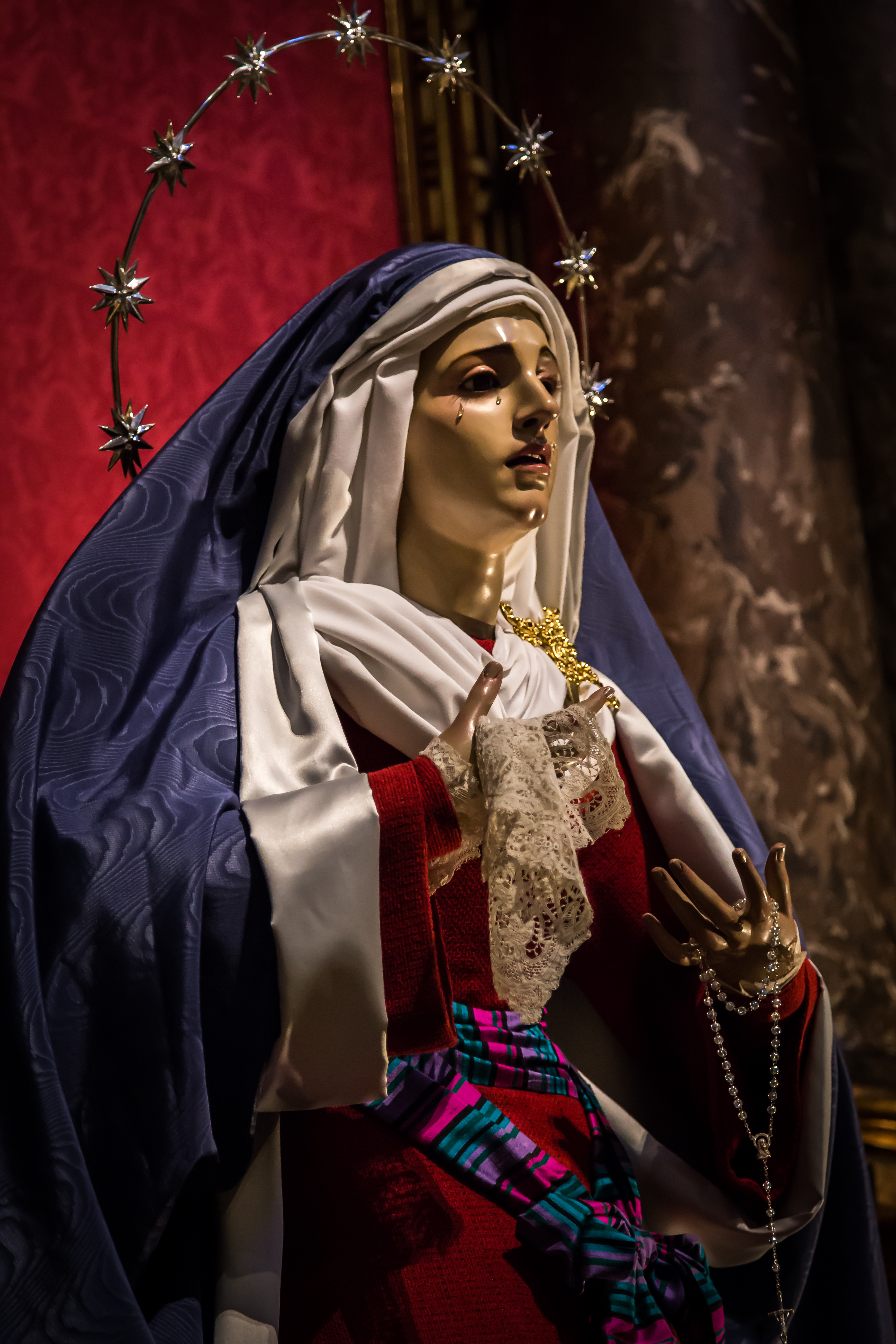
Imagem Sacra no interior da Basílica

O edifício tem forma de cruz latina. Especialmente notável é a fachada, em forma de cúpula, encimada por duas torres de influência oriental, e um frontão, também em curva. A fachada integra vários conjuntos escultóricos. Alegorias da Caridade, da fé, da esperança e da Fortaleza.
A  nave é coberta com uma abóbada rebaixada. As abóbadas da nave são decoradas com afrescos de Bartolomeo Rusca, feitos em 1745. Nas capelas laterais estão retábulos neoclássicos do final do século XVIII, reconstruídos no século XX. O presbitério é ocupado por uma grande tela dedicada a San Miguel, trabalho de Alejandro Ferrant datado de 1897. Dentre as esculturas mais notáveis da igreja, está a imagem do Santo Cristo da Fé e perdão, do século XVIII, realizada pelo escultor Luis Salvador Carmona, que sai em procissão à cada Domingo de Ramos por Madrid.